# 단스케 은행

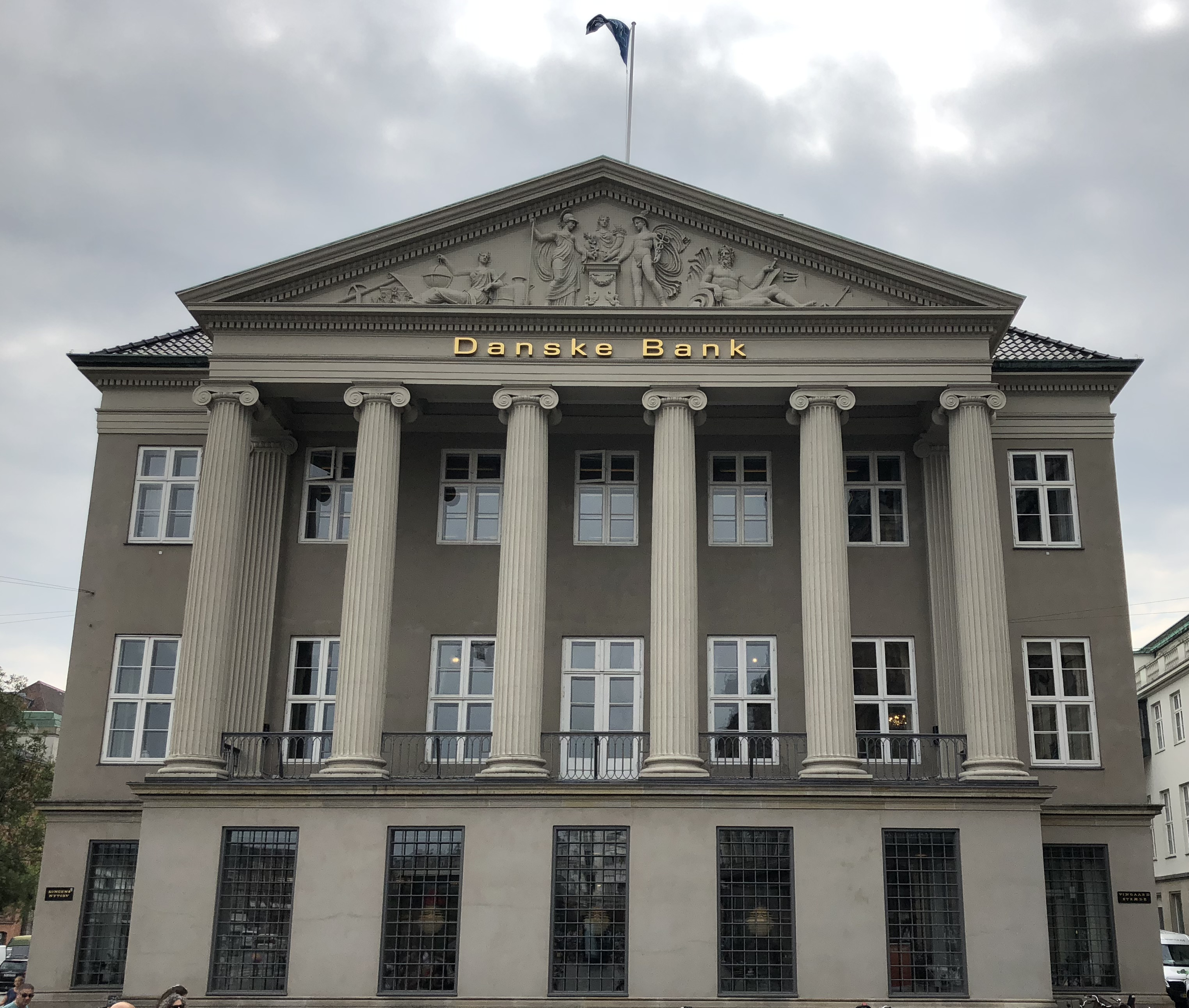

단스케 은행 또는 단스케 뱅크(Danske Bank)는 덴마크의 다국적 은행업 및 금융 서비스 기업이다. 코펜하겐에 본사를 두고 있으며 북유럽 지역 내 500만 명의 리테일 고객들을 보유하고 있는 덴마크 최대의 은행이자 주요 리테일 뱅크이다. 단스케 은행은 2011년에 포춘 글로벌 500 목록에서 454위로 순위를 올렸다. 최대 주주는 A.P. 몰러 홀딩(머스크가와 연계)이다.
1871년 10월 5일 "Den Danske Landmandsbank, Hypothek- og Vexelbank i Kjøbenhavn"라는 이름으로 설립되었다. 현재의 이름은 2000년에 채택되었다.

## 같이 보기
- 도이체 방크